# 阿盖尔和比特
阿盖尔和比特（英語：Argyll and Bute）是英国苏格兰地区的32个一级行政区之一。地处苏格兰西部，主要地域是苏格兰高地西南部以及苏格兰西海岸外的岛屿，面积上是苏格兰第二大的行政区。面积6,909平方公里，人口91,306。不过人口密度很低，城镇分散而且规模很小。行政中心洛赫吉爾菲德仅有三千居民。由原阿盖尔郡和比特郡大部组成。轄區範圍包含內赫布里底群島南部的馬爾島、侏羅島、艾拉島等島嶼。